# Irene (artista)
Bae Joo-hyun (hangul: 배주현; hanja: 裵柱現; rr: Bae Ju-hyeon; MR: Pae Chu-hyŏn; nascida em 29 de março de 1991), mais conhecida na carreira musical por seu nome artístico Irene (hangul: 아이린), é uma cantora, dançarina, rapper, atriz e apresentadora de televisão sul-coreana. Realizou sua estreia no cenário musical em 2014 no grupo feminino Red Velvet. Em 2016, iniciou sua carreira como atriz através de uma participação na série de televisão Descendants of the Sun. No mesmo ano, protagonizou a série Women at a Game Company.

## Vida e carreira

### 1991-2014: Primeiros anos, pré-debut e SM Rookies
Irene nasceu em 29 de março de 1991 em Daegu, Coreia do Sul. Sua família é composta por ela, seus pais e sua irmã mais nova. Desde sua adolescência, Irene sempre foi uma garota quieta e insegura, sem se expressar muito, e por isso ninguém esperava nem sabia que ela poderia se tornar uma cantora. Ela frequentou o Haknam High School em Daegu. Ela se juntou à SM Entertainment em 2009 e treinou durante cinco anos.
Em 2013, Irene foi introduzida como membro da equipe de treinamento de pré-estreia da SM Entertainment, SM Rookies. Ela também apareceu no videoclipe "1-4-3" do colega de empresa, Henry Lau. Vários clipes de Irene foram lançados no canal oficial no YouTube da SM Entertainment, um deles inclui ela e Seulgi dançando "Be Natural", uma música originalmente gravada pelo girl group S.E.S. No clipe, ela e Seulgi exibiam suas danças.

### 2014-presente: Red Velvet, subunidade e atividades solos

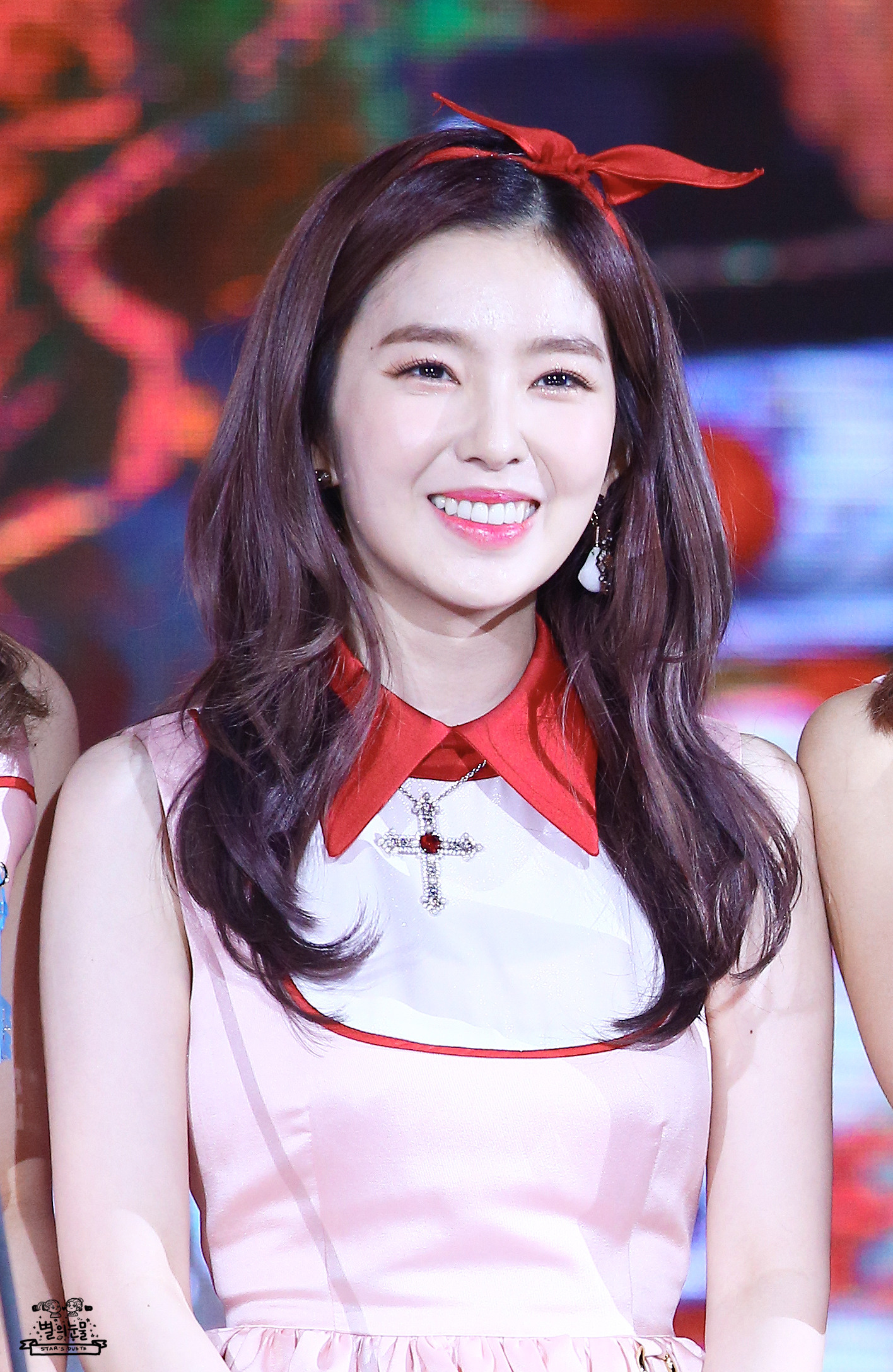
Em novembro de 2016.

Em 27 de julho de 2014, Irene foi anunciada como membro e líder do girl group Red Velvet. Em 1⁰ de agosto, o grupo fez sua estréia com o single "Happiness". Em novembro, ela apareceu no videoclipe do Kyuhyun, "At Gwanghwamun".
De maio de 2015 a junho de 2016, Irene apresentou o show de música Music Bank, juntamente com o ator Park Bo-gum, ambos ganharam atenção por sua química, além de habilidades de canto e hospedagem. A imprensa os chamou de uma das melhores parcerias nos 18 anos da história do programa.
Em julho de 2016, Irene fez sua estréia de atuação no drama Web Women at a Game Company, onde ela fez o papel da atriz principal. No mesmo mês, foi escalada para Hello! Our Language, uma sitcom que tinha como objetivo ensinar coreano adequado aos espectadores, interpretando o papel de detetive. Em 14 de outubro, Irene tornou-se parte do elenco da série de moda do OnStyle, Laundry Day. O show estreou em 22 de outubro de 2016. No mesmo mês, ela se tornou integrante do show da KBS, Trick & True, com a companheira de grupo, Wendy. Em março de 2017, Irene fez parceria com o ator Kim Min-jae, ambos interpretando um casal no MV da música "Would U" do Red Velvet, como parte do projeto SM Station.
Em 1º de agosto de 2019, Irene lançou seu primeiro trabalho musical solo, um single intitulado "The Only" em parceria com o DJ sul-coreano, Raiden.
Em 20 de abril de 2020, a SM confirmou que Irene, ao lado da integrante Seulgi, formariam a primeira subunidade do Red Velvet. Red Velvet - Irene & Seulgi estreou em 6 de julho com o EP "Monster". Um MV curto de performance solo dela, intitulado "Episódio 2: IRENE", também foi lançado. Em 16 de julho de 2020, a SM confirmou que Irene atuaria no próximo filme Double Patty, que seria lançado ainda naquele ano, mas foi posteriormente adiado para fevereiro de 2021. No início de 2021, ela fez sua estreia no cinema, no papel de Lee Hyun-Ji, uma aspirante a âncora. Irene também lançou sua própria OST, intitulada "A White Night", para o filme. 
Em 25 de julho de 2022, o primeiro reality show solo de Irene, intitulado Irene's Work and Holiday, em parceria com a SM C&C Studio e dirigido por Jin Sun-mi, foi anunciado, com o intuito de apresentar a sua rotina como membro do Red Velvet e uma viagem de férias com sua equipe. O programa foi transmitido pela Seezn e Sig, começando em 4 de agosto e sendo exibido todas as quintas e sextas-feiras, contabilizando no total 8 episódios.  
Em 3 de abril de 2024, foi anunciado que Irene realizaria sua primeira exposição de fotos. O evento foi realizado do dia 26 de abril a 5 de maio, em Gangnam, Seul, com entrada gratuita. Ela lançou simultaneamente 3 versões (Tabloid, Photobook e Exclusive) de seu photobook intitulado "1 Page of Irene" no primeiro dia da exposição, juntamente com um novo single exclusivo intitulado "I Feel Pretty". 
Irene lançou seu primeiro EP "Like A Flower", com a faixa-título de mesmo nome, em 26 de novembro de 2024.

## Impacto e Influência
Em 18 de março de 2018, Irene mencionou a leitura de Kim Ji-young, Born 1982, o que a levou a se tornar alvo de cyberbullying. Em 21 de março, a menção do livro causou um aumento de 104% nas vendas em comparação com o mesmo período da semana anterior, de acordo com o Yes24,  com 70.000 cópias vendidas em apenas uma semana, e recuperou o primeiro lugar no site Aladdin. O Seul Economic Daily observou em 12 de abril de 2018 que "o livro, que é um best-seller desde que foi publicado em 2016, viu o 'efeito Irene' com as vendas disparando em impressionantes 462,4%". Em maio de 2018, o livro se tornou o título mais emprestado na Universidade Nacional de Seul, que abriga o maior acervo de bibliotecas universitárias da Coreia do Sul.
Na pesquisa de preferência de idols da Gallup Korea, Irene foi nomeada uma das celebridades idols mais amadas na Coreia do Sul. Em 2019, em uma pesquisa separada entre soldados que prestavam serviço militar obrigatório na Coreia do Sul, Irene foi classificada como a terceira idol feminina de K-pop mais popular. Irene também tem consistentemente se classificado em alta posição na pesquisa anual da Comunidade Queer de Mulheres da Coreia.

## Outras Atividades

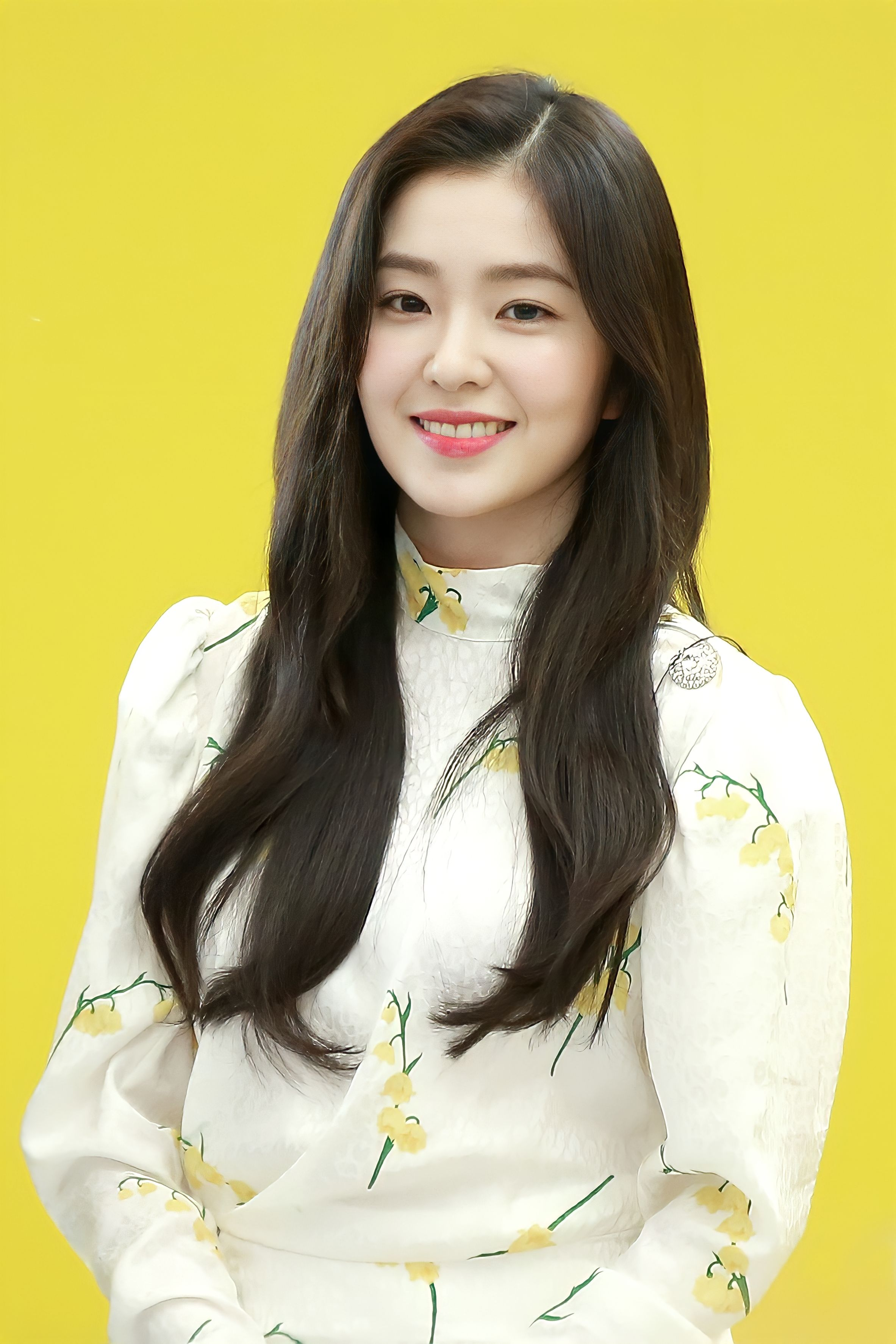
Irene em abril de 2019.

### Endossos
Irene foi aclamada como "Rainha CF" devido ao seu enorme poder de marketing e inúmeros acordos de patrocínio que vão desde cosméticos, itens de vestuário de luxo até produtos básicos. Além de seus patrocínios com o Red Velvet como um grupo, ela também se tornou modelo para o Ivy Club junto com os companheiros de gravadora EXO em 2015. Em 2016, ela se tornou uma endossante da marca de café Maxwell House. Em janeiro de 2017, Irene se tornou a nova modelo da marca de sapatos Nuovo. Em agosto de 2017, Irene também foi escolhida para ser a modelo promocional do MMORPG Age of Ring (반지). No mesmo ano, ela se tornou a endossante oficial do programa Hyundai Motors Auto Advantage.
Em 26 de fevereiro de 2018, Irene foi selecionada para ser modelo da marca de lentes de contato Cooper Vision. No mesmo mês, ela se tornou modelo exclusiva da marca de acessórios casuais Hazzys Accessories. Em 3 de maio, ela se tornou modelo da famosa marca de vitaminas LEMONA Vitamin C e recebeu o título de "vitamina humana". Em 9 de agosto, ela foi anunciada como a nova modelo exclusiva da marca esportiva francesa Eider para o outono/inverno de 2018 e primavera/verão de 2019. Em novembro de 2018, Irene, junto com Wendy, também se tornou endossante do Dongwon Yangban Rice Porridge. Em dezembro, ela foi escolhida para ser o rosto da marca HiteJinro Chamisul soju.
Em fevereiro de 2019, Irene foi anunciada como a nova musa da marca italiana de joias de luxo Damiani, tornando-se a primeira asiática a representar a marca como musa. No mesmo ano, ela também se tornou o rosto da marca de moda Miu Miu. Em março de 2019, ela compareceu à Paris Fashion Week e chamou a atenção no desfile AW19.  
À medida que sua influência global continuava a aumentar, Irene se tornou a nova embaixadora da marca de beleza de médio porte Clinique na Ásia-Pacífico em março de 2020. Em 17 de setembro de 2020, Irene foi anunciada como a nova embaixadora da Prada.
Em agosto de 2023, Irene foi anunciada como a nova musa da marca de maquiagem japonesa 2ªN. Em 19 de maio de 2025, a Dong-A Pharmaceutical anunciou Irene como a nova modelo para sua marca premium de beleza interna, ILO.
Irene também liderou o "Ranking de Poder de Marca de Membros de Grupos Femininos Individuais" publicado pelo Instituto de Pesquisa de Reputação Corporativa da Coreia, ficando entre as três primeiras colocadas diversas vezes e cinco em primeiro lugar.

### Filantropia
Em fevereiro de 2020, Irene doou 100 milhões de won para o Community Chest of Korea de Daegu, sua cidade natal, para ajudar a apoiar os afetados pela pandemia de COVID-19 na Coreia do Sul. Em março de 2025, Irene doou 100 milhões de won para ajudar nos esforços de socorro às pessoas afetadas pelos incêndios florestais de Youngnam.

## Discografia

### Extended plays (EP)
| Título        | Detalhes                                                                                         | Melhores posições nas paradas | Melhores posições nas paradas | Vendas                      | Certificações   |
| Título        | Detalhes                                                                                         | KOR                           | JPN                           | Vendas                      | Certificações   |
| ------------- | ------------------------------------------------------------------------------------------------ | ----------------------------- | ----------------------------- | --------------------------- | --------------- |
| Like a Flower | - Lançamento: 26 de novembro de 2024 - Gravadora: SM - Formatos: CD, digital download, streaming | 1                             | 29                            | - KOR: 386,456 - JPN: 1,985 | - KMCA: Platina |

### Singles

#### Como artista principal
| "Like a Flower"                                                                                 | 2024 | 109 | Like a Flower                    |
| "The Cure" (com Kangta, BoA, U-Know, Leeteuk, Taeyeon, Onew, Suho, Karina, Taeyong, Mark e Kun) | 2022 | —   | 2022 Winter SM Town: SMCU Palace |
| "—" denota lançamentos que não entraram nas paradas ou não foram lançados naquela região.       |      |     |                                  |

#### Como artista convidada
| Título                              | Ano  | Álbum                |
| ----------------------------------- | ---- | -------------------- |
| "The Only" (Raiden featuring Irene) | 2019 | Lançamento sem álbum |

#### Trilhas sonoras
| Título                  | Ano  | Álbum                                             |
| ----------------------- | ---- | ------------------------------------------------- |
| "A White Night" (흰 밤) | 2021 | Double Patty (Original Motion Picture Soundtrack) |

#### Outras músicas nas paradas
| Título                          | Ano  | Melhores posições nas paradas | Álbum         |
| Título                          | Ano  | KOR DL                        | Álbum         |
| ------------------------------- | ---- | ----------------------------- | ------------- |
| "Summer Rain"                   | 2024 | 72                            | Like a Flower |
| "Calling Me Back"               | 2024 | 90                            | Like a Flower |
| "Strawberry Silhouette"         | 2024 | 89                            | Like a Flower |
| "Start Line"                    | 2024 | 73                            | Like a Flower |
| "Winter Wish"                   | 2024 | 67                            | Like a Flower |
| "Ka-Ching" (Special Track)      | 2024 | 76                            | Like a Flower |
| "I Feel Pretty" (Special Track) | 2024 | 93                            | Like a Flower |

## Videografia

### Videoclipes
| Ano  | Título          | Diretor    | Duração | Ref.                 |
| ---- | --------------- | ---------- | ------- | -------------------- |
| 2021 | "A White Night" | —          | 5:10    | [ 64 ]               |
| 2023 | "The cure"      | Hong MinHo | 4:01    | [ 65 ] [ 66 ] [ 67 ] |
| 2024 | "Like A Flower" | —          | 3:45    | [ 68 ]               |

### Aparições em videoclipes
| Ano  | Artista | Título               | Duração | Ref.   |
| ---- | ------- | -------------------- | ------- | ------ |
| 2013 | SHINee  | "Why So Serious?"    | 3:46    | [ 69 ] |
| 2013 | Henry   | "1-4-3 (I Love You)" | 3:46    | [ 70 ] |
| 2014 | Kyuhyun | "At Gwanghwamun"     | 4:46    | [ 71 ] |

## Filmografia

### Filmes
| Ano  | Título            | Papel       | Nota(s)                       | Ref.   |
| ---- | ----------------- | ----------- | ----------------------------- | ------ |
| 2015 | SMTown: The Stage | Ela mesma   | Filme documentário da SM Town | [ 72 ] |
| 2020 | Trolls World Tour | Baby Bun    | Participou da dublagem        | [ 73 ] |
| 2021 | Double Patty      | Lee Hyun-ji | Papel principal               | [ 74 ] |

### Séries de televisão
| Ano  | Título                 | Canal | Papel     | Nota(s)                            | Ref.   |
| ---- | ---------------------- | ----- | --------- | ---------------------------------- | ------ |
| 2016 | Descendants of the Sun | KBS2  | Ela mesma | Participação especial, episódio 16 | [ 75 ] |

### Websérie/webshow
| Ano  | Título                  | Papel         | Ref.   |
| ---- | ----------------------- | ------------- | ------ |
| 2016 | Women at a Game Company | Ah-reum       | [ 76 ] |
| 2022 | Irene's Work & Holiday  | Apresentadora | [ 20 ] |

### Programas de variedades
| Ano       | Título         | Canal   | Nota(s)                                   | Ref.          |
| --------- | -------------- | ------- | ----------------------------------------- | ------------- |
| 2016      | Trick & True   | KBS     | Episódios 1–4                             | [ 15 ] [ 77 ] |
| 2016–2017 | Laundry Day    | OnStyle | Episódios 1–12                            | [ 78 ]        |
| 2024      | Immortal Songs | KBS     | Com Seulgi (Episódio 647 - Especial TVXQ) | [ 79 ]        |

### Como apresentadora
| Ano       | Título                                 | Nota(s)                                      | Ref.                 |
| --------- | -------------------------------------- | -------------------------------------------- | -------------------- |
| 2015–2016 | Music Bank                             | Com Park Bo-gum                              | [ 80 ] [ 81 ] [ 82 ] |
| 2017      | Music Bank World Tour: Singapore       | Com Park Bo-gum                              | —                    |
| 2017      | Music Bank World Tour: Jakarta         | Com Park Bo-gum                              | —                    |
| 2017      | Korean Popular Culture and Arts Awards | com Jang Sung Gyu                            | [ 83 ]               |
| 2017      | KBS Song Festival                      | Parte I: com Jin, Sana e Chanyeol            | [ 84 ] [ 85 ]        |
| 2018      | SBS Super Concert in Taipei            | Com Mingyu                                   | [ 86 ]               |
| 2019      | KBS Song Festival                      | Com Jin-young                                | [ 87 ]               |
| 2022      | Youngstreet                            | DJ especial                                  | [ 88 ]               |
| 2024      | Inkigayo                               | MC especial com Moon Seong-hyun e Han Yu-jin | [ 89 ]               |

### Álbum de fotos
| Título            | Ano  | Editora          | Ref.   |
| ----------------- | ---- | ---------------- | ------ |
| "1 Page of Irene" | 2024 | SM Entertainment | [ 90 ] |

## Prêmios e indicações
| Cerimônia de premiação   | Ano  | Categoria                    | Resultado | Ref.   |
| ------------------------ | ---- | ---------------------------- | --------- | ------ |
| KBS Entertainment Awards | 2015 | Rookie of the Year (Variety) | Indicado  | [ 91 ] |
| Supersound Festival      | 2025 | Female Solo Artist           | Venceu    | [ 92 ] |